# Shingo Araki
Shingo Araki (荒木 伸吾?, Araki Shingo; Nagoya, 1º gennaio 1939 – Tokyo, 1º dicembre 2011) è stato un animatore e character designer giapponese, noto soprattutto per il suo ruolo di character designer per titoli come Devilman, UFO Robot Goldrake, Lady Oscar, Galaxy Express 999, I Cavalieri dello zodiaco e altri.

## Biografia
Nel 1957 Araki vinse a soli 18 anni il premio come migliore nuova promessa per il suo esordio da fumettista sul Machi, rivista mensile della sua città. Successivamente realizzò numerose pagine di manga per le maggiori case editrici del paese per circa 8 anni, gavetta che lo portò finalmente a coronare il suo sogno di diventare un animatore: nel 1965, a 26 anni, cominciò a lavorare per la Mushi Productions all'anime Jungle Taitei (Kimba il leone bianco), iniziando una fortunatissima e longeva carriera nel campo dell'animazione, lavorando a numerose serie di grande successo.
È morto a Tokyo il 1º dicembre 2011, a 72 anni, per improvviso collasso circolatorio.
Nel dicembre 2012 è uscito in Giappone un libro commemorativo sul lavoro del maestro Shingo Araki.

## Carriera
Nel corso della sua prolifica carriera ha lavorato proficuamente come character designer (divenendo uno dei più apprezzati sia in Giappone che all'estero) e anche come animatore e supervisore dei disegni con molti grandi artisti del campo, tra i quali:
- Michi Himeno, con la quale lavora a numerose serie di successo come Ufo Robot Goldrake, Lady Oscar, I Cavalieri dello zodiaco e molte altre, generalmente occupandosi dei personaggi maschili e lasciando a lei quelli femminili;
- Masami Kurumada, autore di titoli come I Cavalieri dello zodiaco, B't X, Fuma no Kojiro e Ring ni kakero;
- Gō Nagai, con il quale ha realizzato le versioni animate di Devilman, Cutie Honey e Ufo Robot Goldrake;
- Riyoko Ikeda, autrice di alcuni manga shōjo famosa soprattutto per Versailles no Bara, in Italia nota come Lady Oscar, prima opera di successo di Araki.

Ha fondato lo Studio Jaguar nel 1966 e, insieme a Michi Himeno, la Araki Production nel 1975.

## Opere e collaborazioni
- Kimba il leone bianco (1965)
- Marine Boy (1966)
- La principessa Zaffiro (1967)
- Tommy, la stella dei Giants (1968)
- Quella magnifica dozzina (1969)
- Attack No. 1 (1969)
- Una sirenetta fra noi (1970)
- Rocky Joe (1970)
- Ryu il ragazzo delle caverne (1971)
- La maga Chappy (1972)
- Devilman (1972)
- Babil Junior (1973)
- Cutie Honey (1973)
- Sam il ragazzo del west (1973)
- Bia, la sfida della magia (1974)
- La Sirenetta - La più bella favola di Andersen (1975)
- UFO Robot Goldrake (1975)
- Il Grande Mazinga, Getta Robot G, UFO Robot Goldrake contro il Dragosauro (1976)
- Il gatto con gli stivali (1976)
- Danguard (1977)
- Addio incrociatore spaziale Yamato (1978)
- Lulù l'angelo tra i fiori (1979)
- Lady Oscar (1979)
- Lalabel (1980)
- Ulisse 31 (1980)

- L'ispettore Gadget (1983)
- Occhi di gatto (1983)
- Lupin, l'incorreggibile Lupin (1983)
- Kiss Me Licia (1983)
- Memole dolce Memole (1983)
- Il grande sogno di Maya (1984)
- Maple Town (1986)
- G.I. Joe (1986)
- I Cavalieri dello zodiaco (1986)
- D'Artagnan e i moschettieri del re (1987)
- I Cavalieri dello zodiaco: La dea della discordia (1987)
- I Cavalieri dello zodiaco: L'ardente scontro degli dei (1988)
- I Cavalieri dello zodiaco: La leggenda dei guerrieri scarlatti (1988)
- Fuma no Kojiro (1991)
- Yokoyama Mitsuteru Sangokushi (1991)
- Babel II OAV (1992)
- Alé alé alé o-o (1994)
- Yu-Gi-Oh! (1998)
- I Cavalieri dello zodiaco, The Hades Chapter, Sanctuary (2002)
- Ring ni kakero (produttore) (2003)
- Yu-Gi-Oh! Duel Monsters (2004)
- I Cavalieri dello zodiaco: Le porte del paradiso (2004)
- I cavalieri dello zodiaco, The Hades Chapter, Meikai-hen (2006)
- Ring ni Kakero 1: Nichibei Kessen Hen (2006)
- I cavalieri dello zodiaco, The Hades Chapter, Elysion (2008)